# 1178 (szám)
Az 1178 (római számmal: MCLXXVIII) az 1177 és 1179 között található természetes szám.

## A szám a matematikában
A tízes számrendszerbeli 1178-as a kettes számrendszerben 10010011010, a nyolcas számrendszerben 2232, a tizenhatos számrendszerben 49A alakban írható fel.
Az 1178 páros szám, összetett szám, szfenikus szám. Kanonikus alakja 21 · 191 · 311, normálalakban az 1,178 · 103 szorzattal írható fel. Nyolc osztója van a természetes számok halmazán, ezek növekvő sorrendben: 1, 2, 19, 31, 38, 62, 589 és 1178.
Az 1178 egyetlen szám valódiosztó-összegeként áll elő, ez az 1846.

## Csillagászat
- 1178 Irmela kisbolygó